# Velomobil

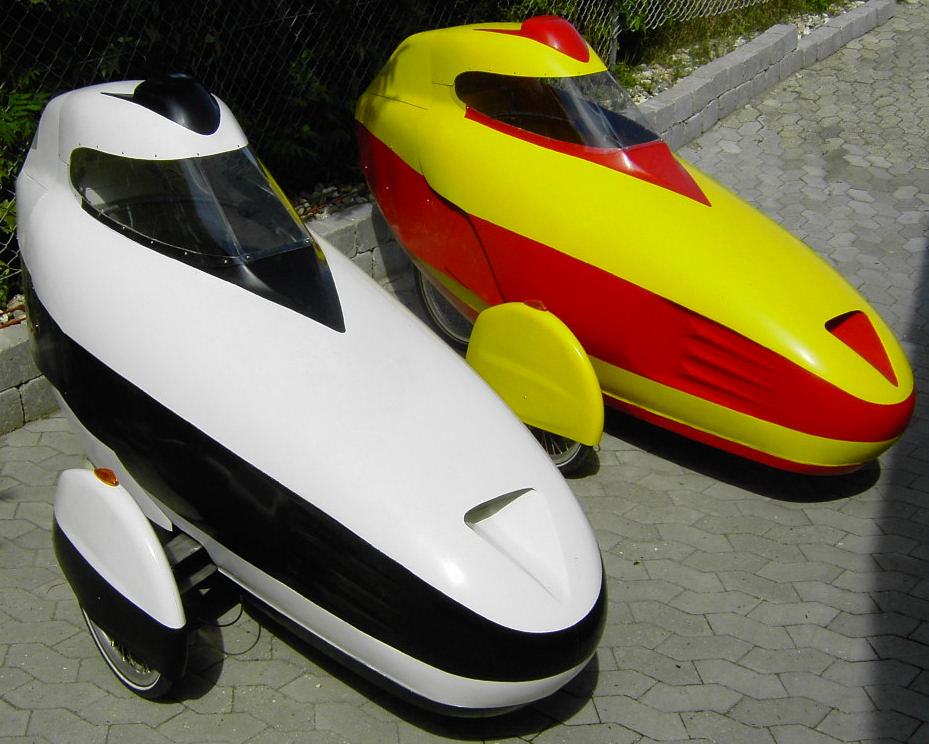
Velomobil triciclu

Velomobilul este un mijloc de deplasare asemănător cu bicicleta tradițională fiind o generalizare (modificare) a acesteia. Poate avea două, trei (triciclu) sau chiar patru roți (cvadriciclu). În cazul velomobilelor cu două roți e vorba de biciclete cu poziție joasă a șeii numite recumbente, iar în celelalte cazuri sunt tri(cvadri)cicluri recumbente.
Aceste policicluri modificate au un înveliș (aerodinamic) care le permite micșorarea rezistenței aerodinamice la înaintare. 

## Istoric
Istoricul velomobilului e strâns legat de cel al primelor automobile. Primele automobile erau niște cvadricicluri fără înveliș.
S-au construit astfel de vehicule înainte de primul război mondial de către Charles Mochet care le-a numit „Velocar”. Erau modele de micromașini, unele cu două locuri.
În Suedia s-a vândut un proiect de velomobile ca și schițe, peste 100000, însă puține au fost realizate efectiv.

## Caracteristici
Există multe cerințe pentru un velomobil practic, ca de exemplu:
- Greutate scăzută
- Vizibilitate bună pentru pilot
- Manevrabilitate bună (direcționare, frânare)
- Siguranța la coliziuni
- Ventilație bună
- O bună aerodinamică
- Suspensie bună
- Operare robustă
- Un bun sistem de iluminare
- O bună vizibilitate către ceilalți participanți la trafic (reflectoare, claxon)
- Cost scăzut

## Avantaje
Dimensiunile reduse conferă o buna strecurare în circulație. Se pot depăși blocajele de trafic, ca scuterele de exemplu. Un velomobil e mai sigur decat o bicicletă de stradă, cu o bună capacitate de frânare. Centrul de greutate jos împiedică căderea de sus de ghidon în caz de frânare de urgență, de coliziune, sau de găuri în asfalt. Fără caderi pe ploaie sau pe o pată de ulei.
Distanțe cotidiene mai lungi sunt parcurse cu mai puțin efort fizic decât cu bicicleta și mai puțin dependente de condițiile meteo datorită protecției date de înveliș.
Un velomobil eficace e important unui ciclist. Un velomobil cu 10% mai rapid înseamnă cu 30% mai puțin efort, mai puțină transpirație, mai mult confort. E posibil a călători cu 49km/h cu un velomobil (Quest) cu același efort cu care se poate călători cu 29 km/h pe o bicicletă.
Unul dintre cele mai mari avantaje e poziția confortabilă a spatelui și piciorelor, articulația genunchiului nefiind așa solicitată ca în cazul unei biciclete obișnuite. Poziția confortabilă micșorează efortul muscular.
Aceste vehicule sunt bine remarcate in trafic.

## Dezavantaje
Datorită producerii în serie mică, costul e de destul de ridicat (2000-3000 euro sau chiar mai mult). Un alt dezavantaj apare la urcarea pantelor, caz în care se poate folosi o asistare electrică.